# サーミの旗
サーミの旗（サーミのはた）は、北欧のラップランドやロシアのコラ半島に居住する先住民であるサーミ人の旗である。

## 第一の旗

最初の非公式なサーミの旗

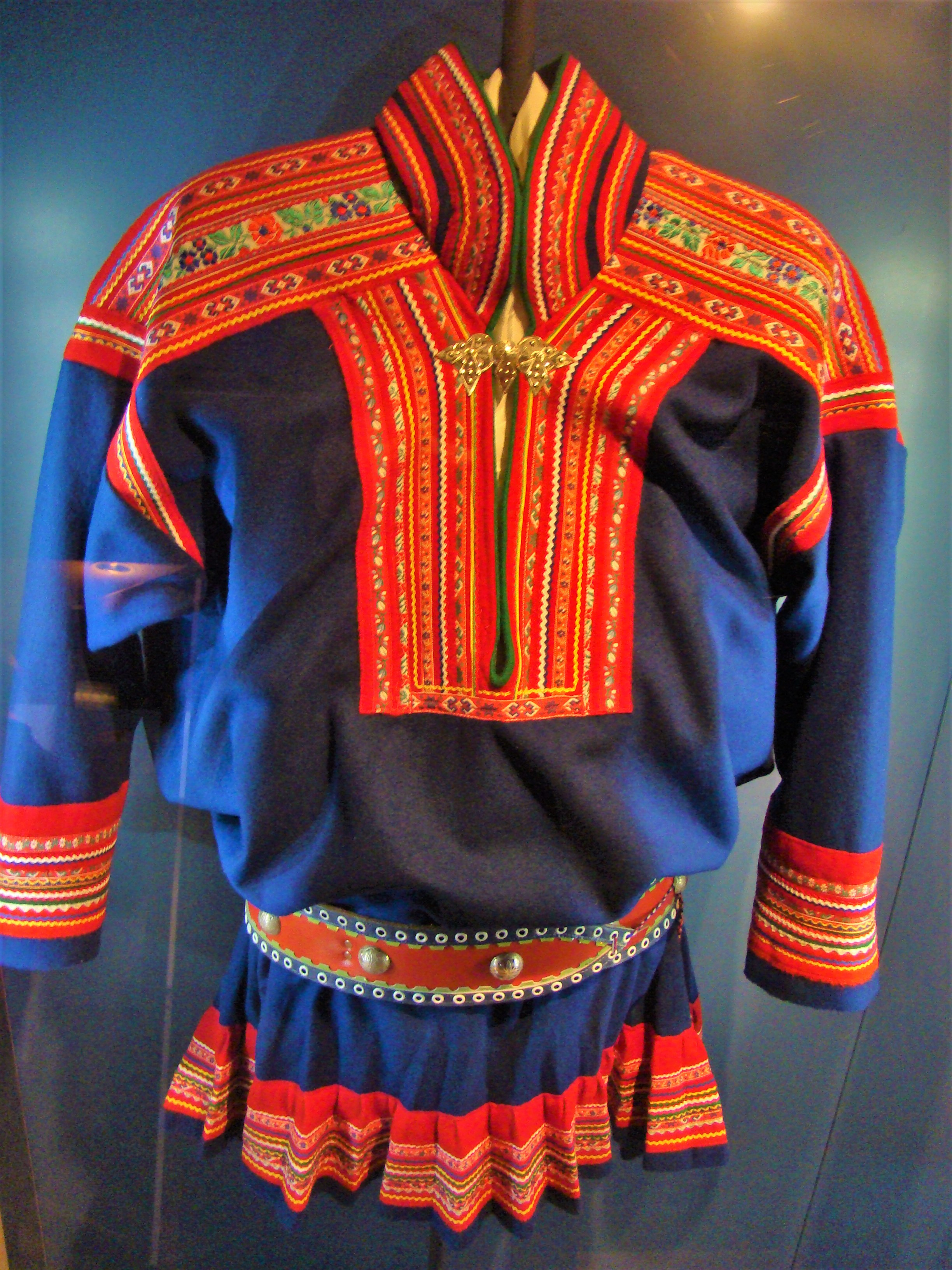
サーミ人の伝統衣装であるガクティ

最初の非公式なサーミの旗は、ノルウェー・ポルサンゲン出身の海岸サーミ人であるシノーヴェ・ペルセンが1977年にデザインした。この旗は、水力発電所建設を巡るアルタ論争でのデモで、国境を越えた団結を示すために使用された。サーミの新たな時代を拓き、強い象徴的意義を獲得した出来事である。最初の旗は三分旗であるが、これは北欧諸国の国旗に見られるスカンディナヴィア十字を意識したものであり、青、赤、黄の三色はサーミ人の伝統衣装であるガクティに象徴される色使いである。

## 第二の旗

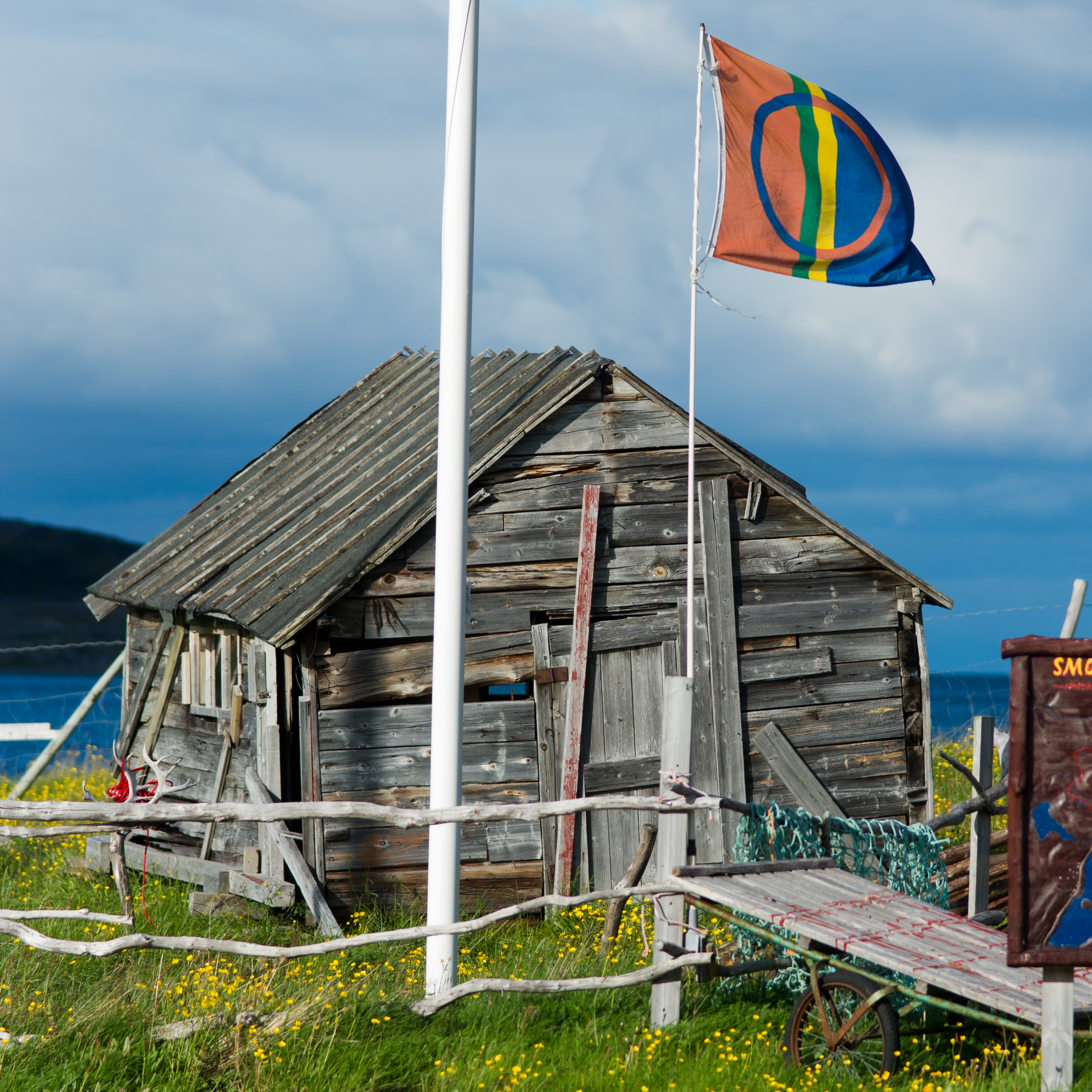
小屋に掲げられるサーミの旗

最初の公式なサーミの旗（「サーミの旗」としては二代目）は、1986年8月15日にスウェーデンのオーレで開催された北欧サーミ会議にて70もの案の中から選ばれ、制定された。既に非公式ながらサーミの旗は制定されていたが、最終的には新たなデザインによる旗が公式なものとして用いられることとなった。デザインはノルウェー・スキボットン出身の海岸サーミ人であるアストリッド・ボールによる。
基本デザインに変化はないが、ボールは緑色を追加した。緑は南部のサーミ人が纏うガクティでよく使われる色である。以来、青、赤、黄、緑の四色はサーミ人の色として知られるようになった。さらに彼女は、シャーマンの太鼓に多く見られる太陽や月の模様から着想を得たモチーフを取り入れた。大抵シャーマンの太鼓には赤色のみ（神聖なハンノキから採れる液体を使用していた）で模様が描かれていたが、旗には赤と青が使用された。青は月を表し、赤は太陽を表している。サーミの旗に使われている四色は、それぞれパントンの色見本では赤：485C、緑：356C、黄：116C、青：286Cである。

### 太陽の子供たち
モチーフは「太陽の息子たち」という詩を念頭に置いて選ばれた。この詩はサーミ神話をテーマにしたヨイクを元に、プロテスタントの聖職者だったサーミ人のアンデルス・フェルネーが書き上げた。詩の中で、サーミは太陽の息子と娘であると表現している。伝説では、遥か北にあるという死の家で暮らす霜の巨人と、太陽の男の子孫が駆け落ちし結婚した。その子孫がサーミ人である。このことは、サーミの国歌でも歌われている。

## 公式の地位
サーミ会議から17年後、最も多いサーミ人口を抱えるノルウェーで、サーミの旗は公式の地位を獲得した。ノルウェーの各自治体は、サーミ国民の日である2月6日にサーミの旗を掲げることが義務付けられている。なお、元々サーミの旗の所有権はサーミ会議が握っていたが、第18回サーミ会議以降はサーミ評議会と共有している。

## サーミの旗日
- 2月6日 - サーミ国民の日（英語版）（1917年にトロンハイムで開催された第1回サーミ会議（英語版）を記念したもの）
- 3月25日 - 受胎告知の日
- 6月 - 夏至祭
- 8月9日 - 国際先住民族の日
- 8月15日 - 1986年にサーミの旗が制定された日
- 8月18日 - 1956年にサーミ評議会（英語版）が組織された日
- 8月26日 - 1993年にスウェーデンでサーミ議会（英語版）が発足した日
- 10月9日 - 1989年にノルウェーでサーミ議会が発足した日
- 11月9日 - 1973年にフィンランドでサーミ議会が発足した日
- 11月15日 - サーミの国歌を作曲したイサク・サバ（英語版）の生誕日

## 関連するシンボル
サーミ議会
スウェーデン・サーミ議会のロゴにはサーミの色が使用された円が用いられている。フィンランド・サーミ議会のロゴには円と最初の旗に使用されていた三色が用いられている。ノルウェー・サーミ議会のロゴには旗の要素は使われていない。